# سد بوئین
 سد بوئین  یکی از سدهای استان زنجان است که شمال شرقی روستای بوئین در منطقه کوهستانی با جاذبه و چشم انداز زیبا قرار گرفته است.روستا بوئین از روستاهای کهن تاریخی شهرستان سلطانیه بوده و این منطقه یکی از تفرجگاه های مهم این روستا و شهرستان محسوب می گردد. و  هم اکنون شورای اسلامی و دهیاری بویئن بامشارکت مردم اقدام به کاشت درختانی در حاشیه این سد نموده اند.